# Santo António dos Cavaleiros
Santo António dos Cavaleiros is een plaats (freguesia) in de Portugese gemeente Loures en telt 21947 inwoners (2001).